# OFDM
OFDM (ang. Orthogonal Frequency-Division Multiplexing, zwielokrotnianie z ortogonalnym podziałem częstotliwości) – metoda zwielokrotnienia w dziedzinie częstotliwości polegająca na jednoczesnej transmisji wielu strumieni danych na ortogonalnych częstotliwościach nośnych.
Rozłożenie transmisji o dużej przepływności na kilka wolniejszych strumieni umożliwia pracę systemu w kanałach, w których występuje zjawisko wielodrogowości. Jest szeroko stosowana w technice dostępu do internetu ADSL czy systemie telewizji cyfrowej DVB-T i DVB-T2.

## Ogólne zasady działania
Zwiększanie przepływności transmisji danych napotyka na barierę w postaci zjawiska wielodrogowości. Polega ono na tym, że sygnał radiowy dociera do odbiornika w kilku kopiach, które są wzajemnie przesunięte w czasie. Jeżeli opóźnienia te są rzędu czasu trwania pojedynczego symbolu lub dłuższe, to odbiornik demoduluje jednocześnie kilka różnych bitów, zamiast oczekiwanego pojedynczego, co uniemożliwia lub znacznie utrudnia poprawne odtworzenie danych. Modulacja OFDM jest sposobem na uniknięcie tego problemu. Zamiast jednej szybkiej transmisji przesyła się wiele wolnych strumieni danych, które są przez to mniej narażone na uszkodzenie w wyniku wielodrogowości. OFDM jest oparta na metodzie współdzielenia pasma z podziałem w częstotliwości (FDM, z ang. frequency division multiplexing) i transmisje odbywają się na oddzielnych podnośnych (ang. subcarriers). Najczęściej stosowanymi modulacjami podnośnych w OFDM są modulacje fazowe (PSK) oraz amplitudowo-fazowe (QAM). Odległości poszczególnych podnośnych dobrane są tak, aby wyeliminować wzajemne zakłócenia.

## Wykorzystanie OFDM

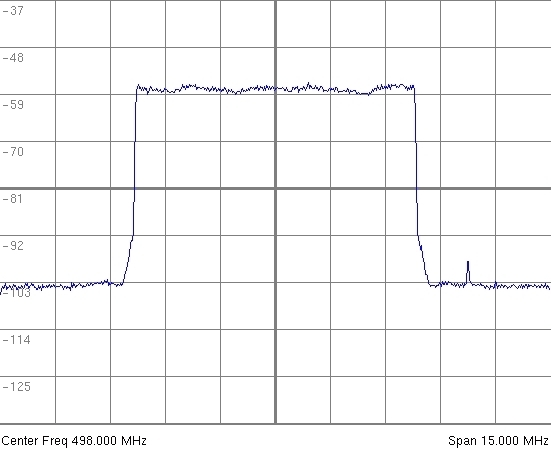
Widmo sygnału DVB-T przy zastosowaniu modulacji OFDM w wersji z 8192 nośnymi

OFDM jest używana w szerokopasmowych systemach cyfrowych, np.
- ADSL i VDSL szerokopasmowy dostęp do internetu przez sieć telefoniczną (łącza miedziane),
- sieci bezprzewodowe IEEE 802.11a oraz 802.11g,
- systemy telewizji cyfrowej DVB-T, DVB-T2, DVB-H, T-DMB i ISDB-T,
- standard The IEEE 802.16 lub WiMax Wireless MAN standard,
- standard telefonii komórkowej LTE,
- standard IEEE 802.20 lub Mobile Broadband Wireless Access (MBWA) standard,
- system komórkowy Flash-OFDM,
- części Ultra wideband (UWB) systems,
- power line communication (PLC),
- aplikacjach typu punkt-punkt lub punkt-wiele punktów.

## Główne cechy

### Zalety
- Efektywne wykorzystanie pasma
- Możliwa kontrola stanu kanału radiowego i dostosowanie do niego parametrów odbioru
- Dobrze radzi sobie z interferencjami międzysymbolowymi i zanikami powodowanymi przez wielodrogowość
- Możliwość stosunkowo prostej implementacji z użyciem algorytmu FFT
- Zmniejszona wrażliwość na niedokładność synchronizacji symbolowej
- Przestrajalne filtry w odbiornikach podkanałów nie są wymagane (w przeciwieństwie do tradycyjnej FDM).

### Wady
- Wrażliwość na efekt Dopplera
- Wrażliwość na problemy z synchronizacją częstotliwości nośnej
- Niekorzystny kształt widma mocy (wysoki stosunek mocy maksymalnej do mocy średniej, PAPR), wymagający użycia liniowego toru nadawczo-odbiorczego
- Obniżona efektywność transmisji wynikająca z zastosowania cyklicznego prefiksu i okresu ochronnego.

## Charakterystyka i szczegółowe zasady działania

### Ortogonalność
O częstotliwościach podnośnych w modulacji OFDM mówi się, że są wzajemnie ortogonalne, co oznacza ortogonalność funkcji, którymi modulowane są te podnośne:
{\displaystyle \langle s_{n_{1}},s_{n_{2}}\rangle =\int \limits _{0}^{T_{s}}s_{n_{1}}(t)s_{n_{2}}(t)dt=0,}
gdzie:
{\displaystyle T_{s}} – czas trwania symbolu danych,
{\displaystyle s_{n}(t)=\sin(n\omega t),n\in \mathbb {N} .}
Dzięki takiemu doborowi częstotliwości transmisje na poszczególnych nośnych są od siebie całkowicie niezależne i nie występują przeniki międzykanałowe.
Wadą takiego rozwiązania jest konieczność precyzyjnego zestrojenia częstotliwości nośnej transmisji, oraz częstotliwości lokalnego oscylatora. Niedostrojenie powoduje przesłuchy międzykanałowe i zwiększenie bitowej stopy błędów. Przesunięcie częstotliwości może być powodowane przez niedopasowanie oscylatorów w nadajniku i odbiorniku lub efekt Dopplera. Podczas gdy przesunięcie dopplerowskie może być kompensowane przez odbiornik, sytuacja jest gorsza, gdy występuje ono wraz z wielodrogowością. Sygnały odbite docierają wtedy do odbiornika z różnymi przesunięciami w częstotliwości, co znacznie utrudnia kompensację. Efekt ten, zgodnie z przewidywaniami teoretycznymi, narasta przy zwiększaniu prędkości poruszania się odbiornika względem nadajnika. Powoduje to ograniczenia w używaniu modulacji OFDM w szybkich pojazdach. Istnieje wiele technik ograniczających interferencje między nośnymi podkanałów, ale wszystkie powodują znaczne skomplikowanie odbiornika.

### Zapewnienie przerw w celu eliminacji interferencji międzysymbolowych
Idea OFDM przewiduje rozdzielenie szybkiej transmisji szerokopasmowej na wiele wolniejszych transmisji wąskopasmowych. Zawężanie pasma transmisji, równoznaczne ze zmniejszeniem przepływności przesyłanych danych, zwiększa odporność sygnału na efekt wielodrogowości. Rozdzielanie strumienia danych na bardzo dużą ilość podstrumieni jest jednak niekorzystne, ponieważ wymaga zwiększenia rozdzielczości częstotliwościowej odbiornika. Aby uzyskać kompromis pomiędzy odpornością na wielodrogowość a ilością podnośnych, okres trwania pojedynczego symbolu wydłuża się o tzw. okres ochronny (ang. guard interval). Umożliwia on odczekanie aż wszystkie repliki sygnału wielodrogowego dotrą do odbiornika i stan symbolu ustali się. Nadmiarowy czas transmisji jest wypełniany przez nadajnik sygnałem cyklicznego prefiksu (ang. cyclic prefix).
Interwał kontrolny redukuje także wrażliwość układu na problemy z synchronizacją symbolową.

### Kanały pilotowe
W stosowanych w OFDM modulacjach amplitudowo-fazowych informację o transmitowanym symbolu przenosi, jak wskazuje nazwa, zarówno faza, jak i amplituda sygnału. Jednym z efektów wielodrogowości jest powstawanie tzw. zaników selektywnych, które wpływają na amplitudę sygnału. Aby więc rozróżnić zmianę amplitudy wynikającą z modulacji sygnału od zmiany spowodowanej przez zjawiska w kanale radiowym konieczne jest transmisja sygnału odniesienia. Rolę tę spełniają kanały pilotowe o stałej amplitudzie, które umożliwiają badanie stanu kanału, oraz demodulację sąsiadujących z nimi podkanałów.
Dodatkowo mogą one spełniać rolę kanałów synchronizacyjnych.
W przypadku modulacji fazowych (PSK), gdzie amplituda sygnału nie przenosi informacji stosowanie kanałów pilotowych nie jest konieczne.

### Kodowanie kanałowe
Technika OFDM jest prawie zawsze używana w połączeniu z kodowaniem kanałowym (COFDM, ang. coded OFDM), oraz przeplotem (ang. interleaving). Polega on na zamianie kolejności nadawanych bitów z pewnego fragmentu transmisji. Po odebraniu dane są odplatane i przywracana jest pierwotna kolejność. Dzięki temu gdy nastąpi uszkodzenie części transmisji przekłamujące kilka sąsiednich bitów, to po wykonaniu odplotu błędy zostaną rozproszone po przeplatanym fragmencie. Zwiększa to skuteczność korekcji kodów kanałowych.

### Transmisja adaptacyjna
Dostosowanie do trudnych warunków w kanale może być polepszone, jeżeli informacje o stanie kanału zostaną przesłane do nadajnika.
Opierając się na tej zwrotnej informacji modulacja adaptacyjna, kodowanie w kanale i rozkład widma mocy może być dostosowany odpowiednio do wszystkich podkanałów albo do każdego osobno. W drugiej sytuacji jeśli w konkretnym przedziale częstotliwości sygnał jest bardzo zniekształcony przez interferencje czy tłumienie to możliwa jest zmiana rodzaju modulacji na odpowiednich podnośnych na inne, łatwiejsze do odebrania, zmiana przepływności transmisji czy też powiększenie nadmiarowości kodowania korekcyjnego w tych podkanałach.
Dyskretna modulacja wielotonowa (ang. discrete multitone modulation, DMT) oznacza system telekomunikacyjny oparty na OFDM, który dostosowuje transmisje do warunków, osobno dla każdego kanału. Jest to stosowane w ADSL i VDSL
Przepływność strumieni wysyłanych i odbieranych mogą się różnić w zależności ile nośnych przydzielimy dla każdego kanału. Niektóre odmiany DSL ze zmienną prędkością używają tej cechy w czasie rzeczywistym. Szerokość pasma dla każdego strumienia transmisyjnego jest wtedy dostosowywana w zależności od jego potrzeb.

### OFDM jako metoda wielodostępu
OFDM w pierwotnej postaci był pomyślany jako technika modulacji cyfrowej, do transmisji punkt-punkt lub punkt-wielopunkt (rozsiewczej). Możliwe jest jednak dostosowanie OFDM do użycia w roli metody dostępu wielu stacji do medium transmisyjnego. W OFDMA (Orthogonal Frequency Division Multiple Access) podział częstotliwości i dostęp przez wielu użytkowników jest osiągany przez przypisanie różnym użytkownikom różnych podkanałów. OFDMA wspiera różnicowanie QoS przez umożliwienie przypisania różnej ilości podkanałów różnym użytkownikom, podobnie jak w nowoczesnych sieciach CDMA.

### Zwielokrotnienie przestrzenne
W OFDM opartym na sieciach rozległych odbiornik otrzymuje sygnały z kilku przekaźników równocześnie. Destruktywna interferencja dotyczy w takim przypadku niewielkiej liczby podnośnych, natomiast w przypadku większości z nich obserwuje się wzmocnienie (sygnały z dwóch stacji są traktowane podobnie jak dwie repliki sygnału wielodrogowego).
Ponieważ sygnały z niektórych podkanałów z różnych przekaźników interferują ze sobą, można obserwować ich wzmocnienie i tym sposobem zwiększa się zasięg poszczególnych stacji nadawczych.Wykorzystuje się to w krajach, gdzie operatorzy mają zezwolenie na używanie sieci z jedną częstotliwością (ang. single frequency network, SFN). Wiele nadajników wysyła ten sam sygnał jednocześnie przez kanał. SFN wykorzystuje dostępne pasmo bardziej efektywnie niż tradycyjne sieci z wieloma częstotliwościami, gdzie sygnał jest powielany i przesyłany na różnych nośnych.

### Widmowy charakter OFDM i jego konsekwencje
Sygnał OFDM może przejawiać duży stosunek mocy chwilowej do średniej (wysoki współczynnik PAPR). Jest to wynikiem niezależnych faz sygnałów w różnych podkanałach – jeżeli sygnał modulujący nie zostanie odpowiednio przygotowany (poprzez kodowanie korekcyjne, przeplot) to często zdarza się, że dochodzi do konstruktywnej interferencji (fazy są tych samych znaków i po dodaniu kilku otrzymujemy dużą wartość).
Właściwość ta nakłada na tor transmisyjny kilka wymagań:
- wysoka rozdzielczość przetwornika C/A w nadajniku,
- wysoka rozdzielczość przetwornika A/C w odbiorniku,
- liniowość toru sygnałowego.

Nieliniowość w torze sygnałowym może powodować zniekształcenie intermodulacyjne, których skutkami są:
- zwiększenie poziomu szumu,
- interferencje międzysymbolowe,
- generowanie sygnałów pozapasmowych.

Liniowość toru sygnałowego jest bardzo pożądana, szczególnie na wyjściach nadajników gdzie zwykle stosuje się nieliniowe wzmacniacze, aby zminimalizować pobór mocy. W praktycznych systemach OFDM dopuszczalne jest niewielkie obcinanie wierzchołków sygnału, w ramach rozsądnego kompromisu między efektami nieliniowości a sprawnością mocową nadajnika. Efekty nieliniowości redukuje się później poprzez dobranie odpowiedniego filtru wyjściowego.
Mimo tych problemów efektywność pasmowa OFDM jest atrakcyjna dla systemów telekomunikacyjnych zarówno satelitarnych, jak i naziemnych.

## Model systemu
Ta część opisuje najprostszy, idealny model systemu zaprojektowany dla kanału z szumem białym.

### Nadajnik
Sygnał nośny w OFDM jest sumą ortogonalnych nośnych podkanałów. W każdym z podkanałów mamy do czynienia z kwadraturową modulacją amplitudy (QAM) lub kluczowaniem fazy (PSK).
s[n] jest strumieniem bitów na wejściu. Dzięki odpowiedniemu rozdzieleniu (ang. inverse multiplexing) sygnał najpierw jest rozdzielany na N równoległych strumieni. Strumienie są przydzielane do modulacji QAM lub PSK. W zależności od wartościowości modulacji prędkość transmisji na poszczególnych nośnych może być różna.
Następnie liczona jest odwrotna FFT dla każdego symbolu. Po rozdzieleniu części rzeczywistej od urojonej każda z nich jest następnie konwertowana do postaci analogowej (DAC). Sygnały analogowe są następnie modulowane kwadraturowo (mnożone z funkcją cos i sin), a następnie sumowane dając na wyjściu sygnał zmodulowany s(t).

### Odbiornik
Odbiornik odbiera sygnał r(t). Oprócz użytecznego sygnału powstaje również sygnał o częstotliwości {\displaystyle 2f_{c}.} Dlatego też używa się filtru dolnoprzepustowego, aby go odfiltrować. Następnie sygnał jest próbkowany i podawany na przetwornik analogowo-cyfrowy. W następnym kroku wykonywana jest FFT i detekcja symboli. Otrzymane N równoległych strumieni łączy się w jeden, uzyskując pierwotny ciąg bitów.